# Кайес (регион)
Кайес е една от 8-те области на Мали. Площта ѝ е 119 743 км², а населението (по преброяване от 2009 г.) е 1 993 615 души. Столицата ѝ е град Кайес.

## География
Област Кайес граничи на север с Мавритания, на запад със Сенегал, на юг с Гвинея и на запад с област Куликоро на Мали.
Населението на областта е около 1,5 млн. души, според данните от 2001. Етническите групи, които живеят в областта, са сонинке, касонке, малинке и фула.
Няколко реки текат през областта – Бауле, Бафинг и Бакой. Бафинг и Бакой се сливат в една при град Бафулабе и образуват река Сенегал. На територията на Кайес са разположени водопадите Фелу, водопадите Гуина и езерата Магуи и Доро.
Климатът в южната част на областта, покрай границата с Гвинея е влажен. В централната част се разполага природната област Судан с типичния саванен климат, а в северната част е областта Сахел с много сух климат.
Два национални парка са разположени на територията на Кайес – национален парк Бафинг и национален парк Букле де Бауле.
Големи градове в областта са Ниоро дю Сахел, Йелимане, Садиола, Бафулабе, Кенебия и Кита.